# Browar Moczybroda
Moczybroda – polski browar rzemieślniczy z siedzibą w Sadach (powiat poznański)

## Produkty i nagrody
Browar produkuje następujące piwa:
- Luźne Wanty: american pale ale z pomarańczą (sok), słody – Pale Ale, Monachijski, Pszeniczny, chmiele – Mosaic, Cenntanial, Calypso, Citra, Columbus, alkohol – 5%,
- Czas Surferów: pils, słody – Pilzneński, Monachijski, chmiele – Magnum, Saaz, alkohol – 4,2%,
- Żar Tropików: tropikalne piwo pszeniczne z mango i brzoskwinią (sok), słody – Pilzneński, Monachijski, Pszeniczny, chmiele – Magnum, Tettnang, alkohol – 5%,
- Kiwibonga: sour ale z kiwi (purée), słody – Pilzneński, Pszeniczny, chmiele – Magnum, alkohol – 3,5% (1. miejsce Lotnego Festiwalu Piwa PGE Narodowy w Warszawie na najlepsze piwo),
- Łaciaty Stout: milk stout, słody – Pale Ale, Monachijski, Czekoladowy, Pszeniczny, chmiele – Fuggles, Marynka, alkohol – 5,4% (3. miejsce Piwowarów w Łodzi w 2019),
- Rastafarianin: DDH New England ipa, słody – Pilzneński, Pszeniczny, chmiele – CTZ, Amarillo, Citra, Mosaic, alkohol – 5,5%,
- Ciemność Widzę: milk stout borówkowy (sok), słody – Pale Ale, Monachijski, Pszeniczny, Czekoladowy, chmiele – Fuggles, Marynka, alkohol – 5,4% (1. miejsce Silesia Beer Fest w Spodku, Katowice, 2019),
- Light Sour Delicious: sour ale z marakują (purée), słody – Pilzneński, Pszeniczny, chmiele – Magnum, alkohol – 3,5%,
- Nektar Bogów: sour ale z nektarynką (purée), słody – Pilzneński, Pszeniczny, chmiele – Magnum, alkohol – 3,5%[3][4].